# 滝澤正光
滝澤 正光（たきざわ まさみつ、1960年3月21日 - ）は、日本の元競輪選手、日本競輪選手養成所（以下、養成所。旧日本競輪学校）元所長（第23代。名誉教諭兼務）。現在は養成所アドバイザー。現役時代は日本競輪選手会千葉支部所属。師匠は長岡弘臣。日本競輪学校（当時。以下、競輪学校）43期生。妻は1987年度ミス日本の桑原多賀子。息子は放送作家の滝澤光春。
1980年代から1990年代にかけ、中野浩一、井上茂徳らとともに競輪黄金時代の一翼を担った。

## 経歴
千葉県八千代市出身。
八千代市立勝田台小学校 → 同勝田台中学校 → 千葉県立八千代高等学校卒業、中学・高校時代はバレーボール部に所属。バレーボールに熱中し、競輪とは無縁の環境で育ったが、「自転車に乗れなくても競輪選手になれる」という新聞広告を目にしたのがきっかけで、適性試験を受けて競輪学校に入学。自転車競技の経験のなかった滝澤は入学後、それまでバレーボール向きに鍛えていた筋肉を自転車向きに造り変える必要に迫られ、「人より1時間でも1分でも長く」自転車に乗ることを心掛けた。この習慣はプロデビュー後も続き、自転車に長時間乗るという練習方法を徹底的に実践した。若手時代には1日の練習時間は最低8時間、走破距離は200kmに及んだという。ウエートトレーニングなど他の練習方法も試してみたが、しっくりこなかったという。
1979年4月1日、選手登録。初出走は1979年4月8日、大津びわこ競輪場でこのレースで初勝利を挙げた。しばらく思うように勝てなかったが、人並み外れた練習量をこなすことにより徐々に力をつけていった。
滝澤がデビューした当時の競輪界は中野浩一の全盛期で、同じ九州の井上茂徳と共に特別競輪（現在のGI）のタイトルを分け合う状態が続いていた。それに対抗するため東京の山口国男が中心となり、弟の山口健治、尾崎雅彦、清嶋彰一らと千葉の吉井秀仁、正光らに特別競輪において東京と千葉で共闘し、中野ら九州勢を倒すことを呼びかけた。
東京と千葉は自転車競技会の管轄が違うため本来ならば共闘はありえないが、千葉県の松戸競輪場は東京北東部の選手も所属している事から交流があり、彼らが特別競輪前の合宿などで館山市を走る房総フラワーラインという道路をよくロード練習で利用していたことからこの共闘団結は自然に「フラワーライン」と呼ばれるようになった。滝澤はこのフラワーラインの中心的な役割を担うようになる。一瞬のダッシュ力では一流選手よりも劣ることを自覚していた滝澤は、とにかく積極果敢に先行して最後はラインの誰かが勝てばいいという心構えでレースに臨み、やがて日本一の先行選手を目指すようになった。
1980年、初出場のオールスター競輪で準決勝に進み一流選手の仲間入りを果たした。ところが中野の壁は厚く、1983年の競輪祭決勝でも捲られ3着に終わるなどその先行は中野に通用せず敗れ続けた。しかし1984年の千葉競輪場での日本選手権競輪でフラワーラインの連携が実ってデビュー5年目にしてついに中野を倒し、初タイトルを手に入れた。優勝インタビューは感極まって落涙。言葉にならず叫ぶように「競輪選手になってよかった」と言うのがやっとだった。
その後も正光はますますその脚力に磨きをかけ、フラワーラインの他選手の援護もあってタイトルを量産していった。
特に1987年は13場所連続優勝に加え特別競輪の3連覇、年末のKEIRINグランプリ'87でも優勝（中野・井上に続き3人目）し、その年の獲得賞金額（1億1400万円）は当時プロ野球最高年俸の落合博満を抜いて全プロスポーツ界最高の金額であった。この年は2つの特別競輪を含めたS級戦16連勝も記録、これは暫くの間S級戦連勝記録であった。
やがて選手勢力の変化などによりフラワーラインは自然解消していったが正光の勢いは衰えることなく、1990年11月27日、小倉競輪場での競輪祭を制したことで井上茂徳以来史上2人目となる特別競輪全冠制覇（グランドスラム）（当時は5冠）を成し遂げた。1992年には最も得意としていた高松宮杯競輪で5回目の優勝を果たすがこのレースの翌日に2着だった中野が引退を発表したため、3着だった井上茂徳と共に初めて表彰台で3人が並んだことは自らが中野・井上・正光のいわゆる「3強時代」に引導を渡すことにもなった。
30代になると、「最終周回のバックストレッチでトップに立っていれば勝てる」と自認していた地脚に衰えを感じ、脚質を先行から自在型に移行させていった。ただし先行への未練は断ち難く、本当の意味で自在型となったのは30代後半になってからであったという。体力の衰えはトレーニング法にも影響を及ぼした。練習方法を長時間自転車に乗るやり方から短時間に集中して乗るやり方に切り替え、1日の練習時間は4、5時間、走破距離にして100kmほどに落とした。
45歳を超えてもなおS級の選手として活躍していたが、加齢による体力の衰えは隠せず、2008年下期（7月1日〜）よりS級からA級への降格が正式に決定する。これを受けて滝澤は「A級に下がってまで走り続けるつもりはない」として、降級を待たずして現役を引退することを決意。2008年6月24日の富山記念最終日2R（8着）を最後の競走とし、後日周囲に引退の意思を公表、6月27日に現役引退記者会見を行った。
2008年6月30日、選手登録削除。通算成績は2457戦787勝。優勝回数150回。生涯獲得賞金は17億5644万円で、神山雄一郎（現役。2024年12月時点で29億円超）、村上義弘（19億7690万3189円）に次ぐ歴代3位。
滝澤のホームバンクであった千葉競輪場では、彼の功績を称え、2008年より開設記念（GIII） のタイトルを、それまでの「秋桜杯」から「滝澤正光杯」と改めて開催することとなった。のち、（旧）千葉競輪場が閉鎖・解体されたため、現在は松戸競輪場での開設記念を「燦燦ダイヤモンド滝澤正光杯」として行われている。

## 日本競輪選手養成所所長
選手として晩年にあたる頃の2007年10月、長年の競輪に対する真摯な姿勢が認められ、現役選手でありながら競輪学校の名誉教諭（教官）となり、かねて奉られていた愛称「滝澤先生」が現実になった（後述）。現役選手時には非常勤として競走斡旋の合い間を縫って教鞭を執っていたが、2008年に現役を引退した直後からは競輪学校に常勤の教官として就任し、後進の指導に当たっていた。
そして2010年4月1日より、競輪学校の第23代校長に就任。元競輪選手が競輪学校の校長に就任したのは史上初めてのことであった。なお、競輪学校は2019年5月1日に現在の「日本競輪選手養成所」に名称変更したため、のち『所長』の肩書となった。また、養成所においては『瀧澤正光』（苗字はいずれも旧字体）としている。
2025年3月に65歳となり定年を迎えたため、同年3月末をもって養成所所長を退任した。翌4月以降は「養成所アドバイザー」として引き続き後進の指導に当たっている。なお、養成所では瀧澤に代わって前年12月末に現役引退した神山雄一郎が新所長として就任した。

## 主な獲得タイトルと記録
- 1984年 - 日本選手権競輪（千葉競輪場）
- 1985年 - 高松宮杯競輪（大津びわこ競輪場）
- 1986年 - 日本選手権競輪※完全優勝（史上6人目）[19]（平塚競輪場）、高松宮杯競輪（大津びわこ競輪場）
- 1987年 - 高松宮杯競輪（大津びわこ競輪場）、全日本選抜競輪（京都向日町競輪場）、オールスター競輪※完全優勝（史上2人目）[20]（宇都宮競輪場）、KEIRINグランプリ'87（平塚競輪場）、13場所連続優勝[21]。G1年間3冠[22]。
- 1988年 - 日本選手権競輪（立川競輪場）
- 1989年 - 高松宮杯競輪（大津びわこ競輪場）
- 1990年 - オールスター競輪（宇都宮競輪場）、競輪祭（小倉競輪場）
- 1992年 - 高松宮杯競輪（大津びわこ競輪場）
- 1993年 - KEIRINグランプリ'93（立川競輪場）
- 年間賞金王4回 - 1985年、1986年、1987年、1988年
- S級年間最多勝利数（80戦64勝） - 1987年
- GI・GP3連続優勝 - 1987年[23]

## 競走スタイル
デビュー時から果敢に先頭で走る徹底先行に徹し、最後の直線では力を入れるためか首を上げる独特のフォームでペダルを踏み込んでいる。最初の頃には後ろの選手に捲られたり追い込まれたりすることが多かったが、いつの間にか相手がどれだけ強かろうとも逃げ切ってしまうだけの脚力を身に付けていた。また他の選手との並走や追走についてもほとんど苦にせず、全てにおいてパワフルな走りと滝澤自身が大柄であった事から連想されたのか、いつしか他の選手やファンからは「怪物」と呼ばれるようになり、後に出た漫画のタイトルの由来にもなっている。
選手生活の晩年は、脚力が衰えて追込に回る数が増え特別競輪の一線級で走る事は少なくなったものの、その人気は絶大で、現在でも後輩の選手やファンからは下記の経緯もあり尊敬の意味もこめて「滝澤先生」とか「先生」と呼ばれることが多い。なお本人自身は、自らの先行を形容するに「朝まで走っても差しきれない」というフレーズが気に入っていた。

## 滝澤をテーマにした作品
漫画
- もがけ!100万馬力 -怪物・滝澤正光-（作・青柳俊、画・近藤良秋 ヤングチャンピオンコミックス 秋田書店）
- モーニング、イブニング（共に講談社）の田中誠作の競輪漫画『ギャンブルレーサー』には第1巻第1話から描かれている。

音楽
- 夢のラップもういっちょ 競輪評論家としても知られるフォークシンガー友川カズキによる「滝澤正光様」に捧げる歌。

## エピソード

### スーパージョッキー
1984年、日本テレビ系のバラエティ番組『スーパージョッキー』のコーナー「THEガンバルマン」に吉井秀仁とともに講師役として出演。その際2人とも朴訥な姿勢が番組スタッフに受け入れられたのか、以後も1986年頃までほぼ1ヶ月に1回のペースで準レギュラー出演するようになった。ただ当時の滝澤は、収録日は拘束時間が長くなることを想定して、当日は早朝から10数キロ乗りこなすなど常に練習は欠かさなかった。
ちなみに滝澤が吉井とともに「先生」と呼ばれるようになったのはこの番組がきっかけであり、先生とは上述のガンバルマンの講師役ということにちなんでつけられた。
当時は2人とも独身だったことから、番組内で「滝澤、吉井両先生のお嫁さん募集」というコーナーが設けられたが、2人ともにこのコーナーをきっかけとして相手をみつけ（ただし滝澤は出演しなくなってから現夫人と知り合っている）、結婚に至った。なお、1987年に挙行された滝澤の結婚式にはキューピット役ともいえるビートたけしが招待されている。奥様は1987年度ミス日本桑原多賀子。

### その他
- その経歴や風貌からは想像も出来ないような温厚な性格と謙虚な姿勢の持ち主であり、練習に真剣に取り組む真摯な態度も合わさり人望はことのほか厚く「競輪界随一の人格者」としても知られる。ただオールスター競輪でのファン投票で1位を獲得したことはなかった[25]。
- 一部でその風貌から「カバ」とあだ名されることがあり、それが漫画の『ギャンブルレーサー』で描かれたことにより、多くの競輪ファンの間にも広まってしまった（横田昌幸 『全国50場競輪巡礼記』より）。
- とある年の川崎記念のインタビューにおいて、「皆さん!春だというのに桜が咲いて!」と客席に向かって言い放った。その直後、観客席から、「当たり前だろ!春だから桜が咲くんだよ!」という言葉が返され、場内は大爆笑になったという（阿佐田哲也編、『競輪痛快丸かじり』より）。
- 1988年 - 1990年頃、競輪のイメージキャラクターに起用された。一例として、『木琴をうまく叩けない』編などがあったが、全般的にコミカルタッチな内容となっていた。
- 2009年に放送された競輪のCM『9ways』において唯一現役の選手以外で出演し、9番車として「酪農家」の設定で出演していた。